# عملية مصراع الكوة

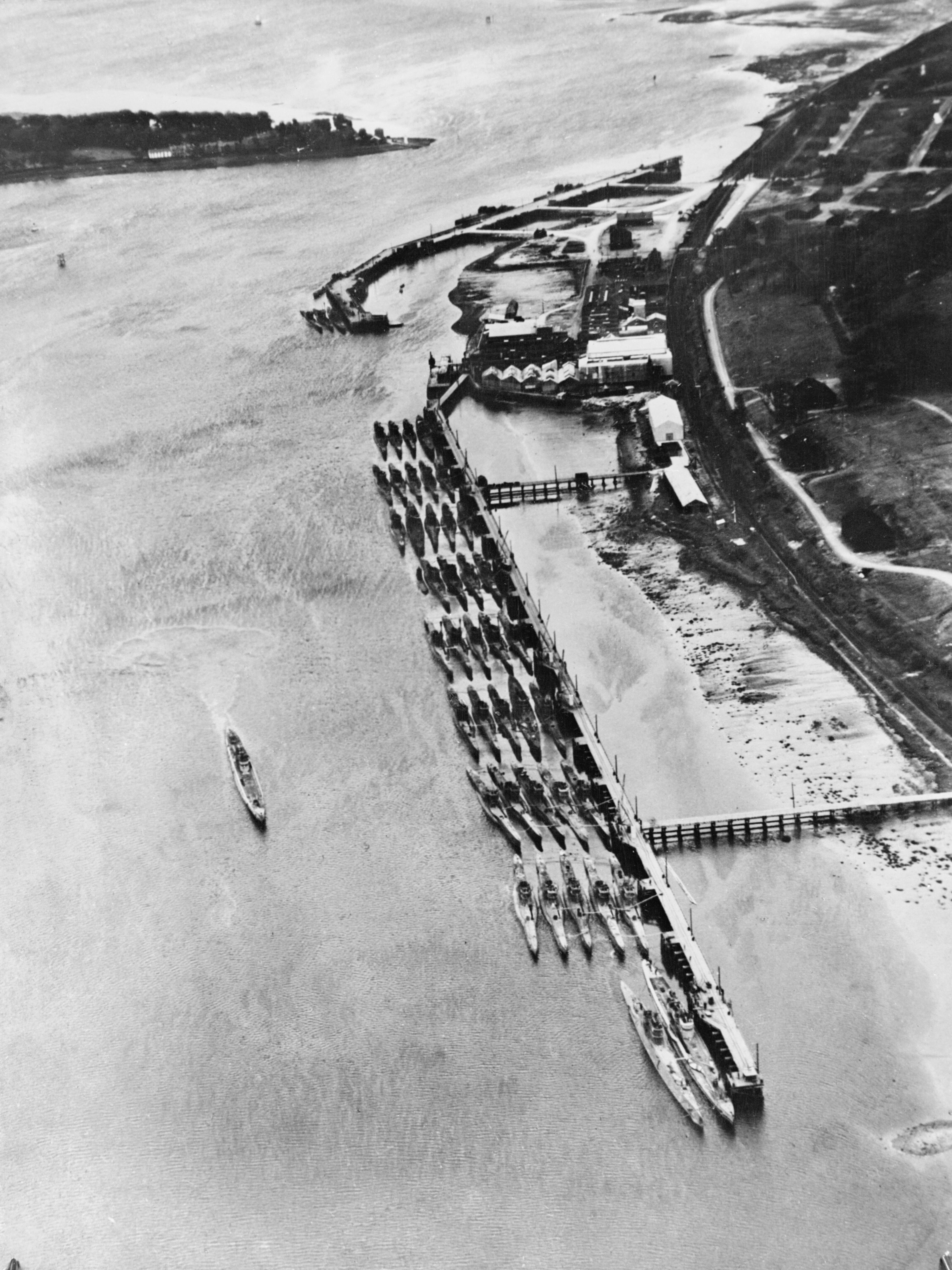
استسلم 42 من قوارب U الراسية في ليزاهالي ، أيرلندا الشمالية في يونيو 1945

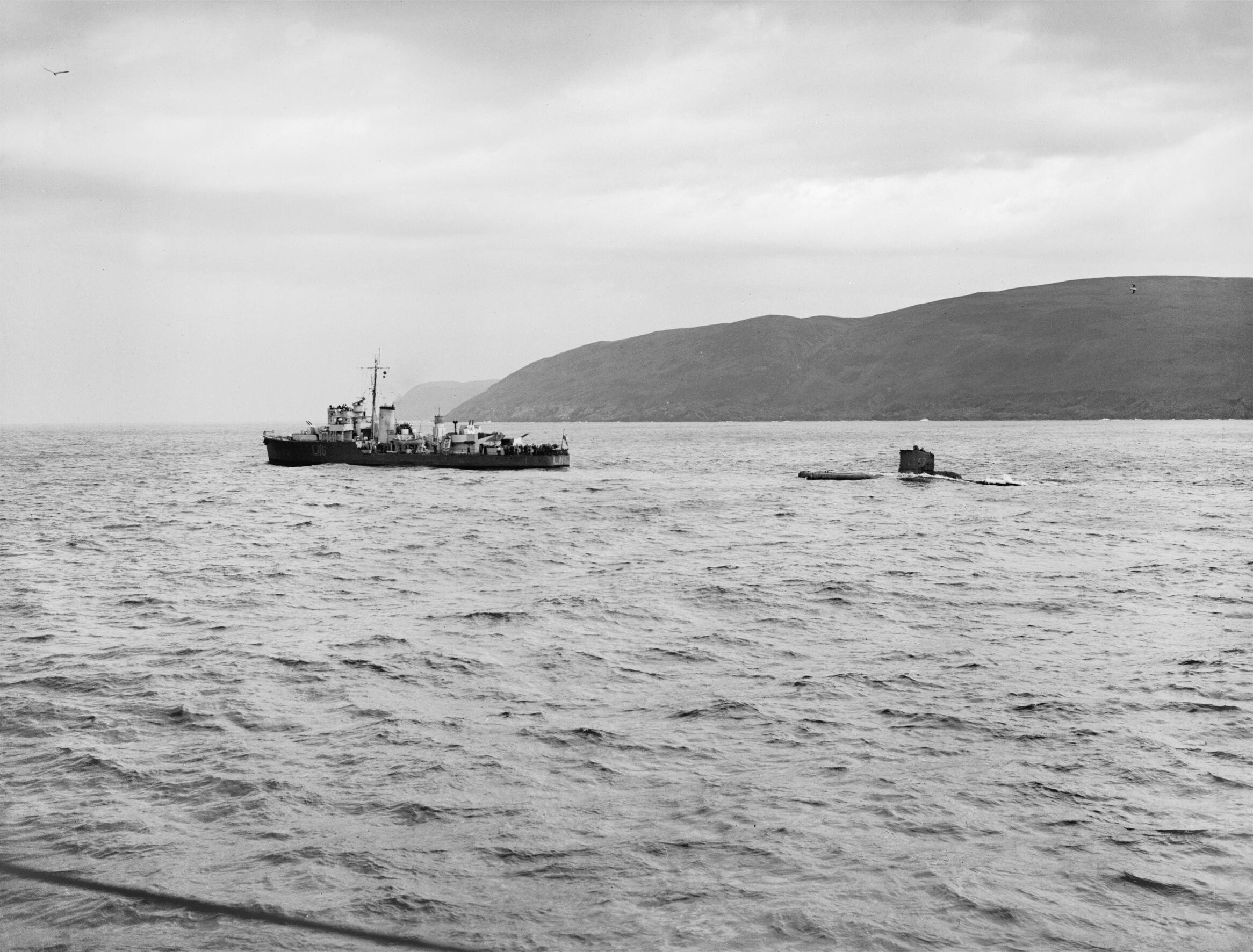
مدمرة تابعة للبحرية البولندية ORP Krakowiak تقوم بسحب السفينة الألمانية نوع XXIII U-2337 إلى البحر لقرقتها في 28 نوفمبر 1945

عملية مصراع الكوة هي الاسم الرمزي لعملية قامت بها البحرية الملكية لإغراق غواصات يو بوت الألمانية المستسلمة للحلفاء بعد هزيمة ألمانيا بالقرب من نهاية الحرب العالمية الثانية.
من بين 156 غواصة يو استسلمت للحلفاء في نهاية الحرب، تم إغراق 116 غواصة كجزء من عملية مصراع الكوة.  نفذت العملية البحرية الملكية العملية وكانت قد خططت لسحب الغواصات إلى ثلاث مناطق على بعد حوالي 100 ميل (160 كـم) شمال غرب أيرلندا وإغراقها. تسمية المناطق باسم XX و YY و ZZ. كانوا يعتزمون استخدام XX كمنطقة رئيسية للإغراق، بينما يتم سحب 36 قاربًا إلى المنطقة ZZ لاستخدامها كأهداف تدريب للهجوم الجوي. اما المنطقة YY أن كانت بمثابة موقعًا احتياطيًا، إذا كان الطقس جيدًا بما فيه الكفاية، فيمكنهم تحويل الغواصات من المنطقة XX إلى الغرق مع القوات البحرية. كانت الخطة إغراق تلك الغواصات التي لم تستخدم لاغراض التدريب بالشحنات المتفجرة، مع إطلاق النار من البحرية كخيار احتياطي إذا فشلت القنابل. 
عندما بدأت العملية، وجدت البحرية أن العديد من غواصات يو كانت في حالة سيئة للغاية لتركها في الموانئ المكشوفة في وضع الانتظار للتخلص منها.  بالإضافة إلى سوء الأحوال الجوية، غرقت 56 من الغواصات قبل أن تصل إلى المناطق المخصصة لإغراقها، وتلك التي وصلت إلى المنطقة غرقت بنيران الأسلحة النارية بدلاً من الشحنات المتفجرة. وقع أول عملية إغراق في 17 نوفمبر 1945 والأخير في 11 فبراير 1946. 

## غواصات يو مستبعدة من عملية الإغراق
نجت العديد من غواصات يو من عملية مصراع الكوة. حصل البعض منهم على إعفاءات من بريطانيا وفرنسا والنرويج والاتحاد السوفيتي. أربعة منهم كانوا في شرق آسيا عندما استسلمت ألمانيا واستولت عليها اليابان (تم تغيير اسم يو-181 إلى I-501، و يو-195 - I-506 ، و يو-219 - I-505 ، و يو-862 - I-502 ، وخامس قارب، يو-511، تم بيعه إلى اليابان في عام 1943 وإعادة تسميتها RO-500 ).  اثنان من الغواصات التي نجت من عملية مصراع الكوة هي اليوم غواصات في المتاحف. تم تخصيص يو-505 للإغراق، ولكن الأميرال الأمريكي دانييل الخامس جاليري جادل بنجاح أنها لم تندرج تحت عملية الموتى. كانت مجموعة المهام البحرية الأمريكية 22.3، التي كانت تحت قيادة الكابتن في ذلك الوق، قد استولت على يو-505 في المعركة في 4 يونيو 1944. بعد أن تم أسرها، ولم تستسلم في نهاية الحرب، نجت لتصبح نصبًا تذكاريًا للحرب في متحف العلوم والصناعة في شيكاغو. تم نقل يو-995 إلى النرويج من قبل بريطانيا في أكتوبر 1948 وأصبحت Kaura النرويجية. عادت إلى ألمانيا في عام 1965، ليتم وضعها في المتحف في عام 1971.

## إستكشاف
في أواخر التسعينيات، تقدمت إحدى الشركات بطلب إلى وزارة الدفاع البريطانية للحصول على حقوق إنقاذ غواصات يو التي تخطط لجمع ما يصل إلى مائة منها. نظرًا لأنه قد تم بناء الغواصات في عصر ما قبل الذرة، فإن الحطام يحتوي على معادن غير ملوثة إشعاعيًا، وبالتالي فهي ذات قيمة لأغراض بحثية معينة. لم تمنح الوزارة أي حقوق إنقاذ، بسبب اعتراضات من روسيا والولايات المتحدة، وربما من بريطانيا العظمى. 
بين عامي 2001 و 2003، قام عالم الآثار البحري Innes McCartney بمسح وأكتشاف أربعة عشر من حطام لغواصات يو؛   وشملت غواصة الفئة الواحدة والعشرون يو-2506 النادرة، غواصة الفئة التاسعة سي، U-155 بقيادة أدولف بينينج و يو-778 .
في عام 2007، أعلن مجلس مدينة ديري عن خطط لرفع يو-778 ليكون المعروض الرئيسي في المتحف البحري الجديد.  في 3 أكتوبر 2007، توفي الغواص الإيرلندي ايكل هانراهان أثناء تصوير الحطام كجزء من مشروع الإنقاذ.  في نوفمبر 2009، أعلن متحدث باسم هيئة متاحف التراث بالمجلس أن مشروع الإنقاذ قد تم إلغاؤه لأسباب تتعلق بالتكلفة. 

## قائمة المراجع
- McCartney، Innes (فبراير 2002). "Operation Deadlight U-boat Investigation". After the Battle.